# Villa Ruffo
La villa Ruffo è una villa storica di Napoli, situata a Capodimonte, all'inizio dei Colli Aminei.

## Storia
Negli anni 1817-1919, il marchese Girolamo Ruffo acquistò una tenuta nella zona dei Colli Aminei, alla quale affiancò un terreno comprato poco dopo nei pressi del tornante di via Nuova Capodimonte. La tenuta agricola era piantata con agrumeti e vigneti e Ruffo vi fece costruire una casa di campagna per soggiornarvici.
Affidò i lavori della costruzione del villino all'architetto Antonio Niccolini. Nei giardini coltivati, Nicolini costruì un primo edificio principale dal quale si accedeva da un nuovo ingresso aperto in via Nuova Capodimonte. In seguito, Nicolini restaurò una struttura più piccola vicino alla salita di san Gennaro dei Poveri, che trasformò in un casino di campagna al quale aggiunse una terrazza d'ingresso decorata con opus reticulatum. 
Negli anni 1930, la costruzione di via Colli Aminei ridusse la tenuta, ma senza toccare la villa ed il casino.